# Semaj Christon
Semaj Rakem Christon (Cincinnati, 1 de novembro de 1992) é um jogador de basquetebol profissional norte-americano que atualmente joga pelo Oklahoma City Thunder na NBA.
Foi selecionado pelo Miami Heat na segunda rodada do Draft da NBA de 2014 como a 55ª escolha geral, mas seus direitos foram negociados com o Charlotte Hornets e posteriormente com o Thunder.